# Rafael Vela del Castillo

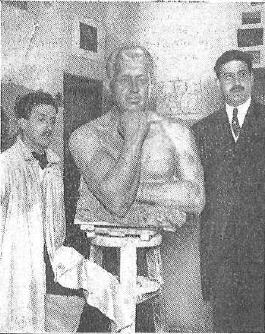
Vela en 1915 junto a una escultura de El Caballero Audaz

Rafael Vela del Castillo (Madrid, 1892-Madrid, 5 de enero de 1963) fue un escultor español. Realizó parte de su obra de escultura urbana en su ciudad natal. Realiza estudios en la Escuela de Bellas Artes de San Fernando. Fue hermano del cantante lírico y actor Aníbal Vela.

## Obra
Algunas de las obras de Rafael se encuentran diseminadas en las calles de Madrid, como son:
- Estatua de Emilia Pardo Bazán (1928) en la calle de la Princesa. El arquitecto Pedro Muguruza realiza el pedestal.
- Estatua del escritor Tirso de Molina (1584-1648) en Madrid (Plaza de Tirso de Molina).[2]
- Monumento a Simón Bolívar, en el Parque del Oeste.
- Monumento a los deportistas Sotero y Machín, en el Santiago Bernabéu.